# Alberto Herrera y Franchi
Pour les articles homonymes, voir Herrera et Franchi.
Le général Alberto Herrera y Franchi, né le 1er septembre 1874 à San Antonio de las Vueltas (en), dans la province de Villa Clara et décédé à La Havane le 18 mars 1954, est un général d'armée cubain et président de Cuba par intérim pendant un jour, du 12 au 13 août 1933.

## Biographie

### Jeunesse
Alberto Herrera y Franchi naît en 1874 dans le village de San Antonio de las Vueltas. À un très jeune âge, il s'intéresse aux mouvements pour l'indépendance de Cuba. Il s'infiltre dans la caserne de pompiers de Camajuaní dans le but de recevoir une formation militaire, ce qui le préparera pour sa participation aux mouvements d'indépendance.
Il prend finalement part à la guerre d'indépendance cubaine en 1895-1898. Il épouse Ofelia Rodríguez Arango, avec qui il a trois enfants, Alberto, Rodolfo et Ofelia.

### Carrière dans l'armée
Lorsque Gerardo Machado devient président en 1925, Herrera est alors major général d'armée de division I dans l'armée cubaine, poste qui est ratifié subséquemment par le nouveau président. En 1933, il essaie de défendre le gouvernement cubain contre le soulèvement révolutionnaire (en) et défait les rebelles à Gibara.
Il était secrétaire de guerre et de la marine pendant le mandat de Machado, et essaie tant bien que mal d'arrêter le soulèvement de l'armée, notamment en renvoyant les officiers désobéissants, mais sans succès. Le 11 août 1933, il rejoint le Castillo de la Real Fuerza, que les rebelles viennent de capturer, dans l'espoir d'obtenir une entente avec eux. Les rebelles ne veulent pas que Herrera assume la présidence après Machado et les deux partis conviennent que le soulèvement n'est pas une révolte, mais ordonnée par le général Herrera lui-même.

### Présidence et exil
À la suite de la démission de Machado due aux mouvements de révolte, une rencontre entre le diplomate américain Sumner Welles (en), médiateur de l'événement, est organisée avec le général Herrera en sa qualité de membre de la commission gouvernementale. Les rebelles décident qu'ils ne veulent toujours pas que Herrera succède à Machado, mais il finit par devenir président par intérim le 12 août, conformément à un plan élaboré par Welles d'après lequel le général devait être le seul  membre du cabinet de Machado à ne pas démissionner. Ce plan prévoyait que pendant sa présidence par intérim, Herrera nommerait Carlos Manuel de Céspedes y Quesada dans son cabinet avant de démissionner, Céspedes demeurant alors le seul membre du cabinet, et étant ipso facto appelé à  devenir président. Certains érudits, comme Rolando Rodríguez García ont souligné que la manœuvre politique de Welles n'était pas du tout constitutionnelle.
Le général Herrera conserve le pouvoir jusqu'au 13 août, date à laquelle Céspedes est désigné pour lui succéder à la présidence par intérim. Après la remise du pouvoir à Céspedes, le général se réfugie avec d'autres collaborateurs de Machado à l'Hotel Nacional de Cuba, avant d'obtenir une protection de la part de Welles. Il écrit notamment à Washington :
« 
J'ai pris toutes les précautions possibles pour assurer sa sécurité et j'ai demandé au gouvernement des garanties pour lui et pour les sénateurs et députés qui sont très impopulaires. Le général Herrera espère embarquer demain soir à bord du Santa Ana pour New York avec sa famille et je l'accompagnerai personnellement au bateau à vapeur.
 »
Il part finalement pour la Jamaïque sous la protection de Welles et décide de revenir à Cuba une fois les tensions apaisées. Il meurt de causes naturelles à La Havane à l'âge de 79 ans.